# میکولا هرینچنکو
نیکولای هرینچنکو (انگلیسی: Mykola Hrinchenko؛ زادهٔ ۲۷ فوریهٔ ۱۹۸۶) بازیکن فوتبال اهل اوکراین است.